# Apollo citaredo
L'Apollo citaredo è un tema iconografico, particolarmente importante nella scultura greca classica.
Apollo era il dio greco della musica e della poesia, e veniva spesso rappresentato come maestro delle Muse (Μουσαγέτης) e citaredo.

## Galleria d'immagini

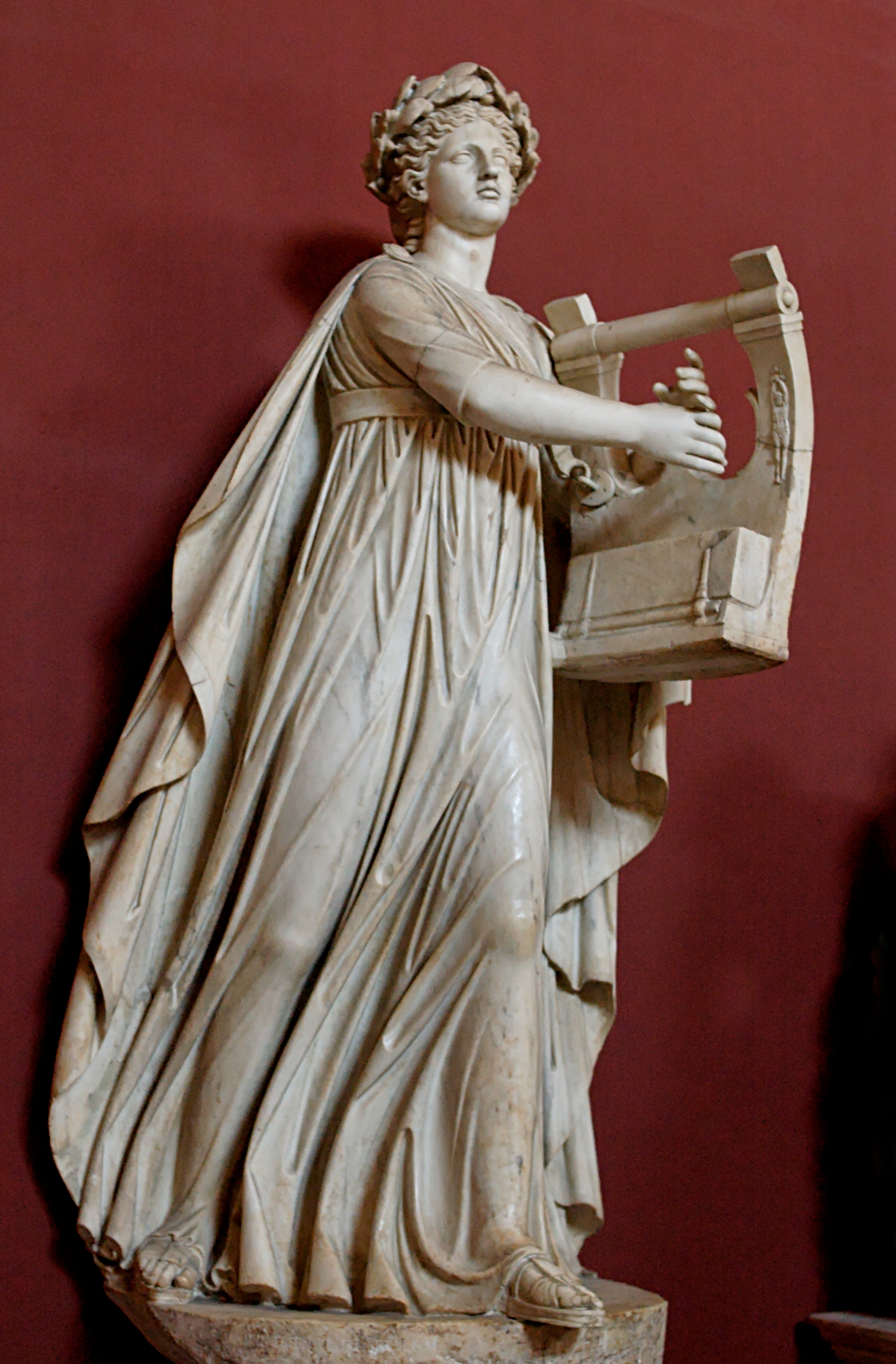
Apollo Citaredo, Museo Pio-Clementino, Roma
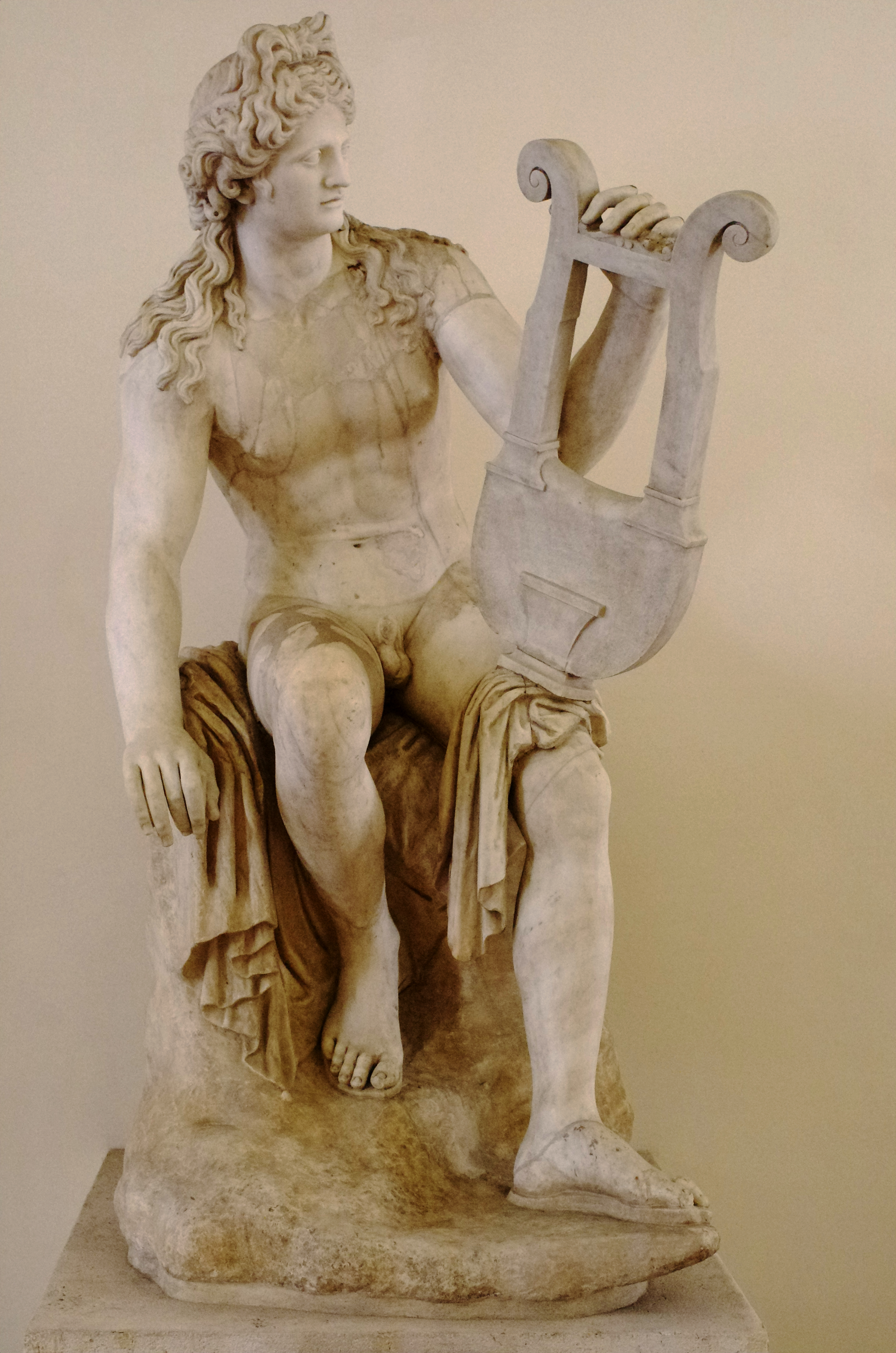
Apollo Altemps, Palazzo Altemps (Roma)
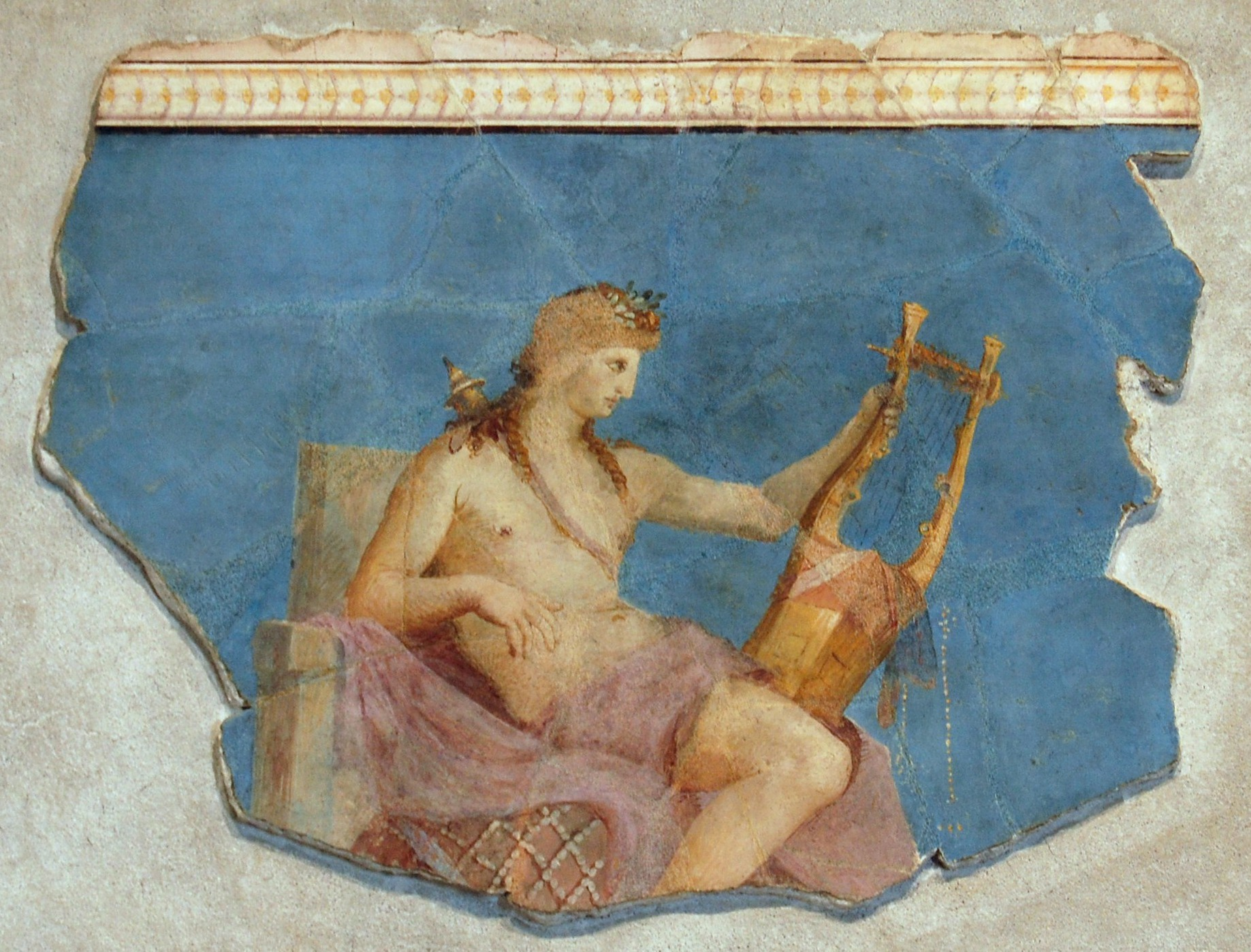
Apollo Citaredo, Antiquarium del Palatino, Roma
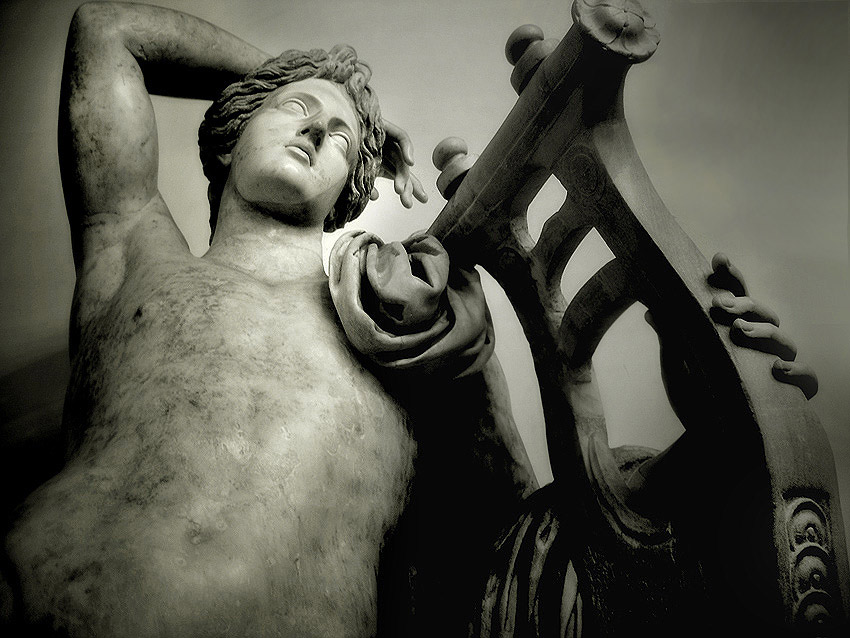
Apollo Citaredo, Musei Capitolini, Roma
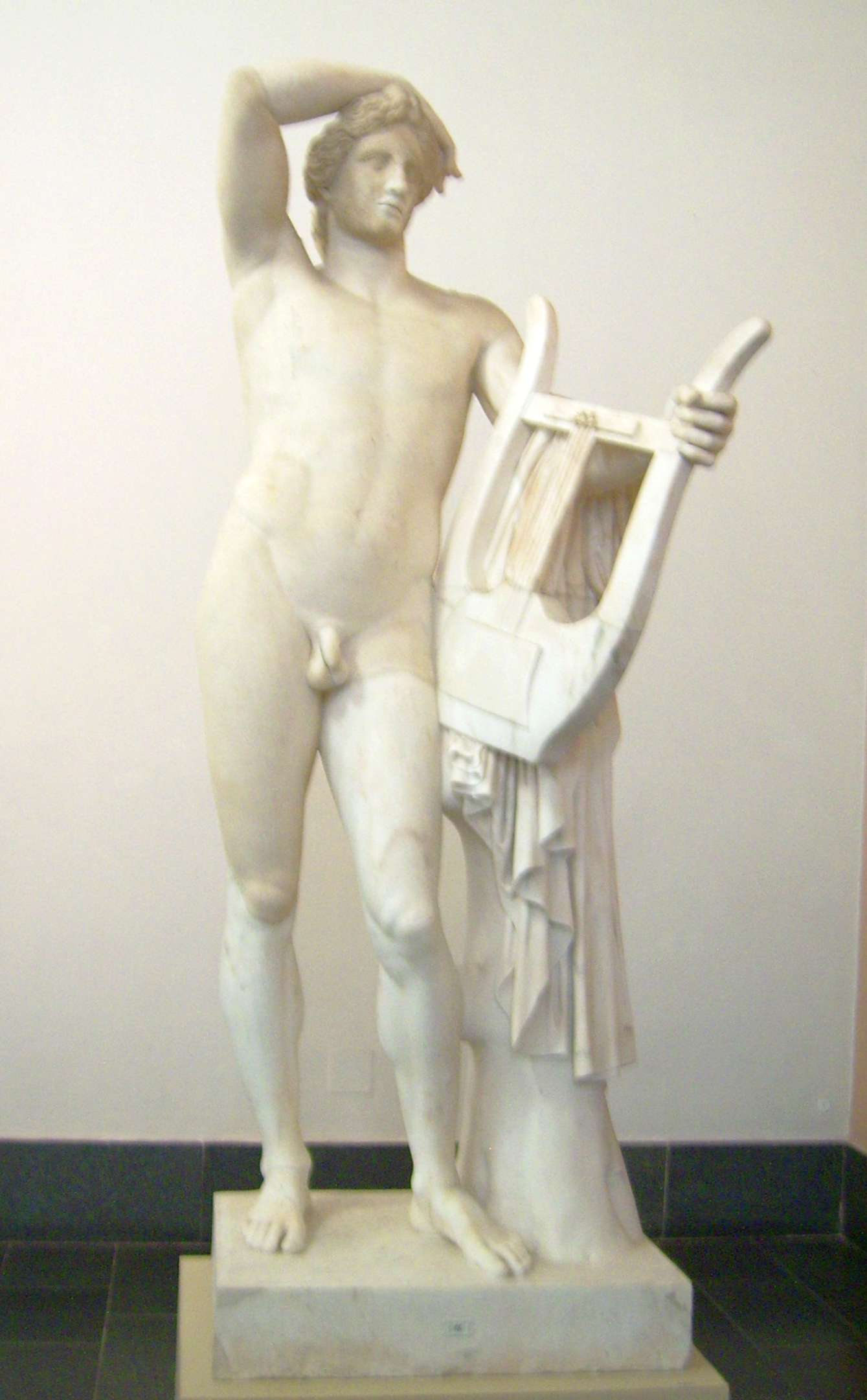
Apollo citaredo, Altes Museum, Berlino
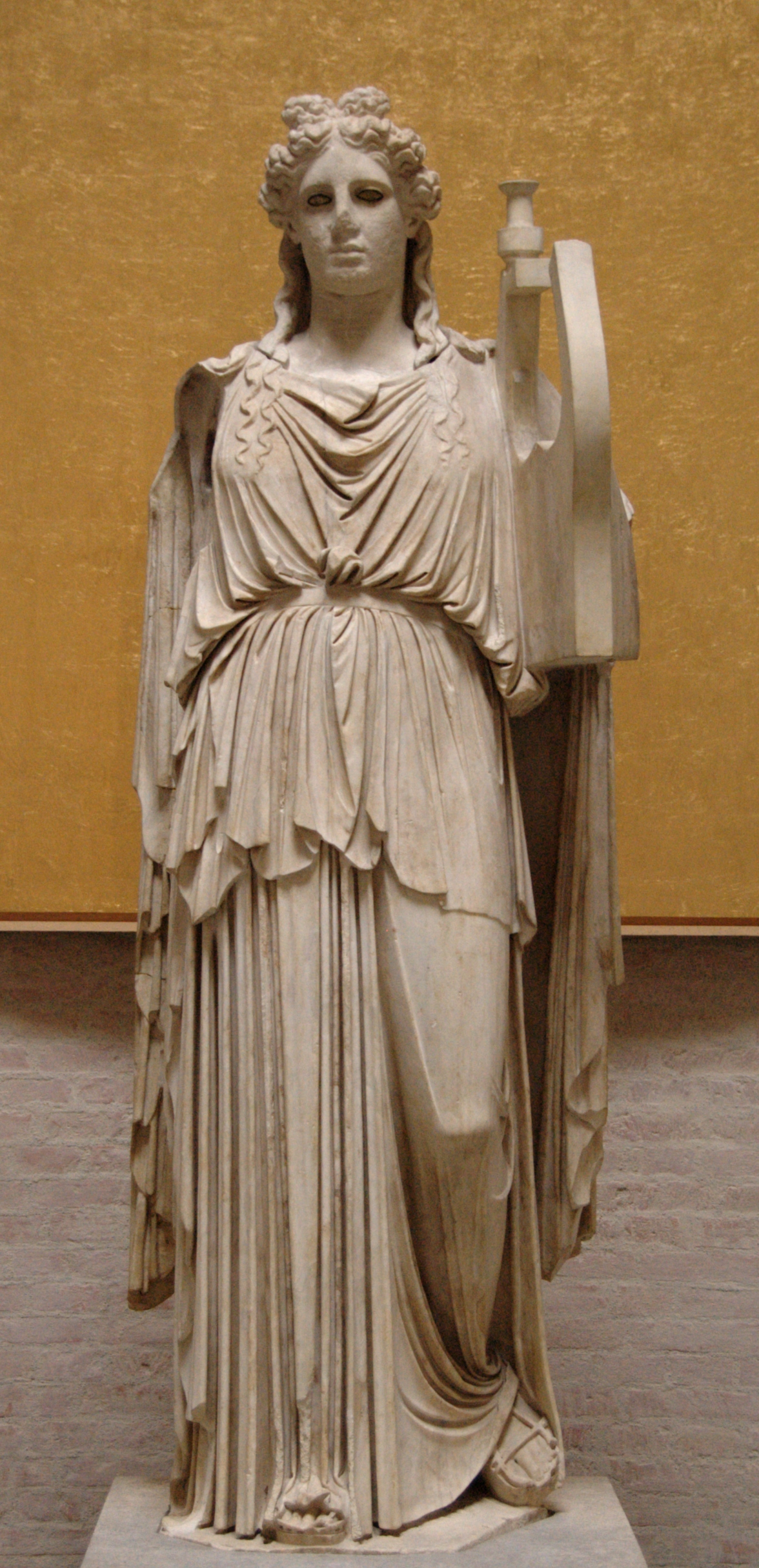
Apollo Barberini, Gliptoteca, Monaco di Baviera